# 충청북도 부교육감
충청북도 부교육감은 충청북도교육감을 보좌하여 충청북도교육청의 사무를 관장하고, 교육감의 사고시 그 직무를 대행하는 고위공무원이다.
부교육감은 나급 상당의 국가직 고위공무원으로 보한다.

## 역대 부교육감[2]
| 대수   | 이름   | 임기                               |
| ------ | ------ | ---------------------------------- |
| 제1대  | 한용국 | 1973년 2월 1일 ~ 1976년 2월 27일   |
| 제2대  | 김재규 | 1976년 2월 28일 ~ 1977년 4월 5일   |
| 제3대  | 진용철 | 1977년 4월 6일 ~ 1980년 2월 26일   |
| 제4대  | 최재한 | 1980년 2월 27일 ~ 1981년 11월 19일 |
| 제5대  | 정인영 | 1991년 8월 17일 ~ 1991년 12월 3일  |
| 제6대  | 박동기 | 1991년 12월 21일 ~ 1995년 2월 28일 |
| 제7대  | 김근학 | 1995년 3월 1일 ~ 1996년 3월 1일    |
| 제8대  | 송영식 | 1996년 3월 2일 ~ 1997년 2월 16일   |
| 제9대  | 구관서 | 1997년 4월 15일 ~ 1998년 8월 25일  |
| 제10대 | 곽창신 | 1998년 8월 26일 ~ 1999년 12월 31일 |
| 제11대 | 유선규 | 2000년 1월 1일 ~ 2002년 12월 31일  |
| 제12대 | 김용호 | 2003년 1월 1일 ~ 2005년 4월 10일   |
| 제13대 | 서명범 | 2005년 4월 11일 ~ 2007년 1월 25일  |
| 제14대 | 김효겸 | 2007년 1월 26일 ~ 2009년 1월 13일  |
| 제15대 | 우승구 | 2009년 1월 14일 ~ 2010년 1월 3일   |
| 제16대 | 정일용 | 2010년 1월 4일 ~ 2011년 2월 20일   |
| 제17대 | 박춘란 | 2011년 2월 21일 ~ 2012년 4월 1일   |
| 제18대 | 김대성 | 2012년 4월 2일 ~ 2014년 6월 30일   |
| 제19대 | 김광호 | 2014년 7월 11일 ~ 2015년 7월 26일  |
| 제20대 | 정병걸 | 2015년 7월 27일 ~ 2017년 1월 31일  |
| 제21대 | 류정섭 | 2017년 2월 1일 ~ 2017년 11월 30일  |
| 제22대 | 주명현 | 2017년 12월 14일 ~ 2019년 1월      |
| 제23대 | 홍민식 | 2019년 1월 ~ 2020년 8월 31일       |
| 제24대 | 김성근 | 2020년 9월 1일 ~ 2022년 2월 28일   |
| 제25대 | 홍기석 | 2022년 3월 1일 ~ 2022년 8월 31일   |
| 제26대 | 천범산 | 2022년 10월 4일 ~ 2024년 7월 8일   |
| 제27대 | 김태형 | 2024년 8월 27일 ~                  |